# Ribera de Castanesa
Ribera de Castanesa és un llogaret del municipi de Montanui, a l'Alta Ribagorça, fins al 1966 del de Castanesa, al marge dret de la Valira de Castanesa.

## Monuments
- Casa Carrera o Ballarín, del segle xviii.[1][2]